# Jü-lin (Kuang-si)
Jü-lin (čínsky pchin-jinem Yùlín, znaky 玉林) je městská prefektura v Čínské lidové republice. Patří k autonomní oblasti Kuang-si na jihu republiky a leží na jihovýchodě oblasti, u hranice s Kuang-tungem.
V prefektuře žilo v roce 2020 necelých šest miliónů lidí na ploše téměř 13 tisíc kilometrů čtverečních.

## Poloha
Prefektura leží na jihovýchodě Kuang-si, kde sousedí s městskými prefekturami Pej-chaj na jihozápadě, Čchin-čou na západě, Kuej-kang na severu a s Wu-čou na severovýchodě. Na východě hraničí s provincí Kuang-tung.

## Administrativní členění
Městská prefektura Jü-lin se člení na sedm celků okresní úrovně, a sice dva městské obvody, jeden městský okres a čtyři okresy.
| městský obvod · Jü-čou městský obvod · Fu-mien městský okres · Pej-liou okres · Žung okres · Lu-čchuan okres · Po-paj okres · Sing-jie |        |                       |                    |                                  |
| Název | Název  | Počet obyvatel (2020) | Rozloha km² (2020) | Hustota zalidnění (obyv. na km²) |
| český přepis | znaky  | Počet obyvatel (2020) | Rozloha km² (2020) | Hustota zalidnění (obyv. na km²) |
| Městské obvody |        |                       |                    |                                  |
| Jü-čou | 玉州区 | 908 121               | 436                | 2 085                            |
| Fu-mien | 福绵区 | 318 709               | 829                | 384                              |
| Městský okres |        |                       |                    |                                  |
| Pej-liou | 北流市 | 1 211 637             | 2 455              | 494                              |
| Okresy |        |                       |                    |                                  |
| Žung | 容县   | 654 916               | 2 258              | 290                              |
| Lu-čchuan | 陆川县 | 804 427               | 1 555              | 517                              |
| Po-paj | 博白县 | 1 390 612             | 3 830              | 363                              |
| Sing-jie | 兴业县 | 508 344               | 1 468              | 346                              |
| |        |                       |                    |                                  |
| Celkem | Celkem | 5 796 766             | 12 829             | 452                              |